# Георгий (герцог Неаполя)

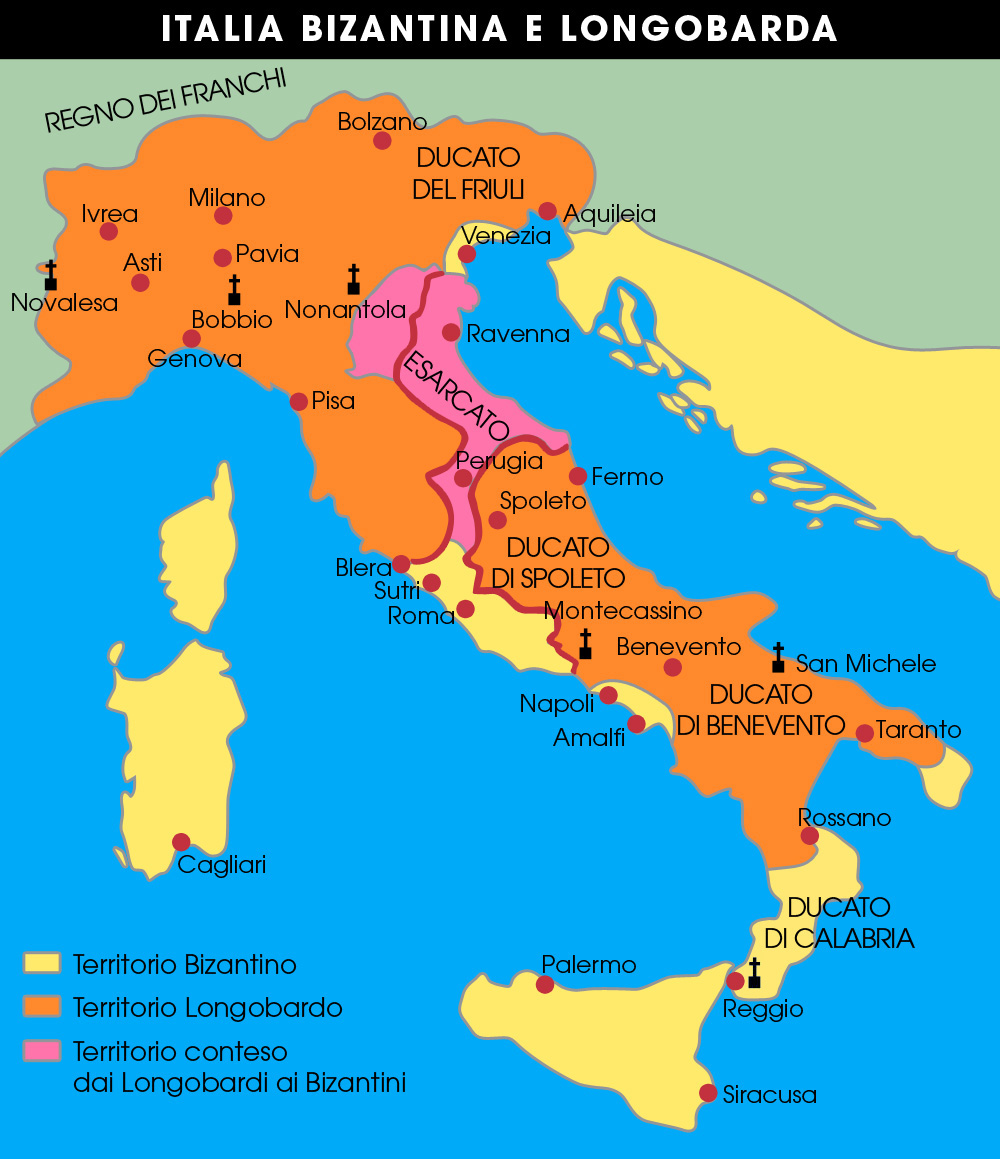
Апеннинский полуостров в первой половине VIII века

Георгий (лат. Georgius, итал. Giorgio; умер в 739) — герцог Неаполя (729—739).

## Биография
Основной раннесредневековый исторический источник, сообщающий о Георгии — «Хроника герцогов Беневенто, Салерно, Капуи и Неаполя». Согласно ей, он получил власть над Неаполем в 729 году после смерти Феодора I. В современных ему документах Георгий упоминается с титулами ипат и спафарий.
Хотя Неаполитанское герцогство входило в состав Византии, но к тому времени его правители уже добились значительной самостоятельности. К правлению Георгия подчинение герцогов Неаполя верховной власти экзархов Равенны и даже самих византийских императоров по большей части было данью традиции. Так, хотя Феодор I и не выступал открыто в поддержку сторонников почитания икон, против которых была направлена политика императора-иконоборца Льва III Исавра, но и не усердствовал в их преследовании.
При Георгии в обязанности герцога Неаполя входил контроль побережья Апеннинского полуострова от Террачины и Гаэты на севере и до Мессинского пролива на юге. В Террачине сохранилась надпись, посвящённая этому неаполитанскому герцогу.
В «Хронике герцогов Беневенто, Салерно, Капуи и Неаполя» ошибочно сообщается, что Георгий правил Неаполитанским герцогством семь лет. В действительности, он был герцогом десять лет. Георгий скончался в 739 году. Его преемником в должности был Григорий I.